# Creu de Sant Miquel
La Creu de Sant Miquel és una creu de terme de Verdú (Urgell) inclosa a l'Inventari del Patrimoni Arquitectònic de Catalunya.

## Història
L'emplaçament original d'aquesta creu era davant de l'ermita de Sant Miquel, a l'extrem oest de la vila, a la cruïlla dels camins de Balaguer o Anglesola i el camí de Lleida, fins a la Guerra Civil, que es desmuntà per a la salvaguarda. La creu i el capitell es van conservar, no així el fust salomònic i el basament, i el 1947 es van traslladar a l'entrada del poble, al passeig Tomàs Pellissó, on es van col·locar sobre un nou basament.

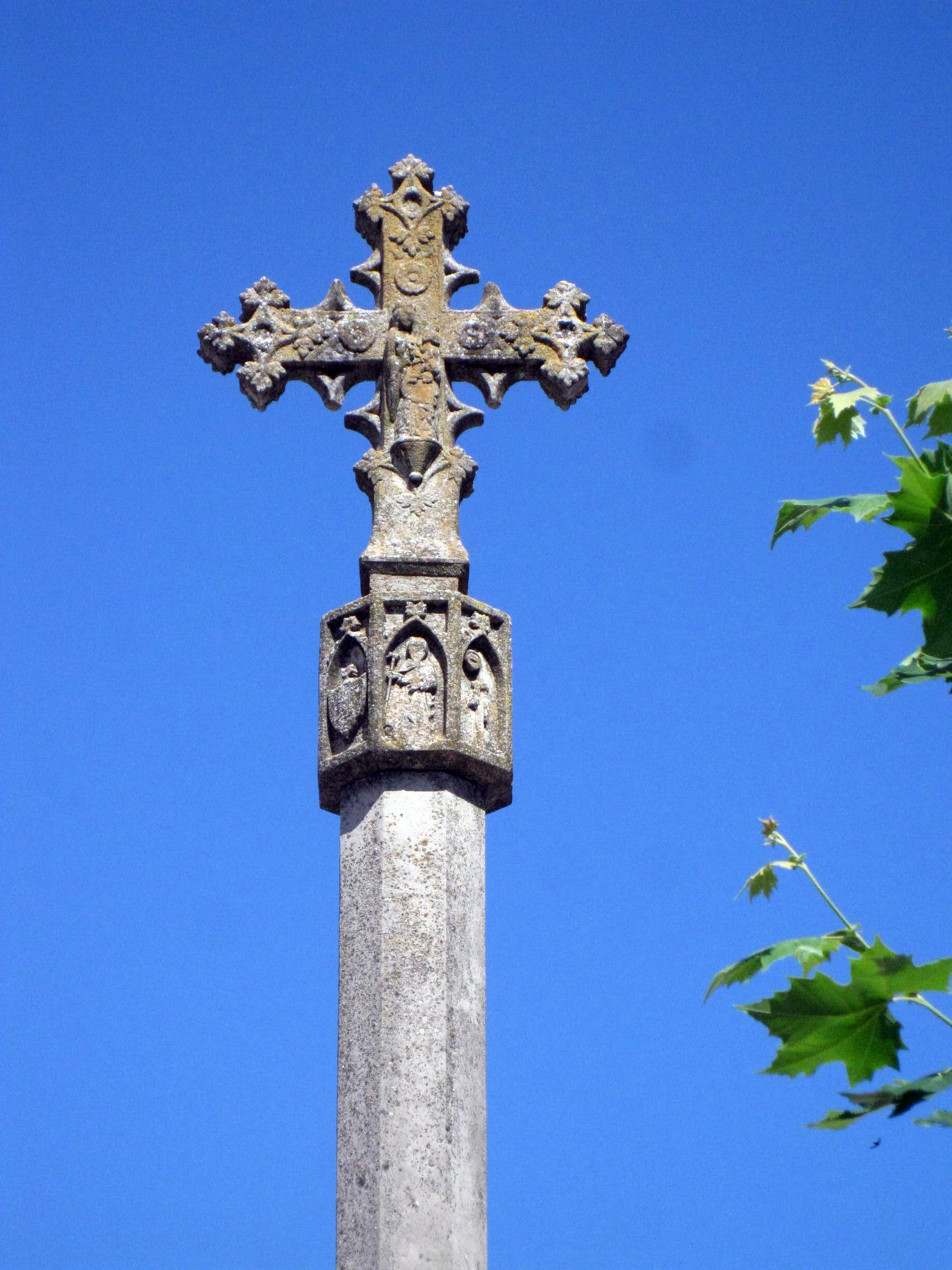
Detall de la creu

## Descripció
Monumental creu de terme gòtica datada aproximadament al segle xv, situada a la primera cruïlla de carrers a l'entrada del poble de Verdú. La seva alçada és de 7,35 metres, essent una de les creus més altes de l'Urgell i comarques veïnes.
El conjunt artístic es conforma per la peanya, la base, el fust, el capitell i la creu. La peanya està formada per cinc esglaons quadrangulars de la mateixa alçada que van decreixent a partir d'una amplada de 4,5 metres. Al damunt hi ha la base, un dau de 0,6 metre d'alt i 0,95 metre d'amplada, de base quadrangular i remat octogonal en concordança a la típica base gòtica. Sobre la base se sustenta l'esvelt fust vuitavat i monolític de 4,6 metres. Coronant el monument hi ha les dues parts que es conserven originals, el capitell o nus i la creu, lleument erosionades per la intempèrie, amb una alçada de 0,3 i 0,7 metres respectivament. El capitell és octogonal i presenta un mig relleu a cada cara, inserit a sota uns arcs apuntats, amb figures de sants o emblemes heràldics, en concret: un escut barrat, Sant Pau, un sant amb bàcul, Sant Pere, una torre, i un personatge agenollat (molt probablement el comitent de l'obra), entre d'altres. Al capdamunt, hi ha la creu pròpiament, de tipologia llatina i trilobulada en els extrems dels braços tots ells decorats en relleu. A l'anvers de la creu hi ha la crucifixió mentre que al revers hi ha un alt relleu de la Mare de Déu amb el nen Jesús al braç.
Aquesta creu de terme és d'estil gòtic i segueix una tipologia de creus de terme molt habitual tant a la comarca d'Urgell com en la Segarra. Podria estar basada en un model que potser parteix de l'emblemàtica creu de la plaça major de Tàrrega, o de la creu de terme de Boldú, a partir dels quals altres tallers autòctons varen treballar les seves figures, més limitadament. La vila de Verdú és rica en la conservació de creus de terme, ja que en conserva tres. Al basament presenta la següent inscripció: MCMXLVII SUB. UMBRA BRACHIORUM TUORUM VERDUNI PROTEGE (trad: "1947. Sota l'ombra dels teus braços Verdú es protegeix"). Es dedueix que aquesta creu de terme tenia una funció protectora per la vila.